# Flughafen Réunion

i8
i11
i13
Der internationale Flughafen Réunion (französisch Aéroport de La Réunion Roland Garros, engl. früher Gillot Airport, IATA-Code: RUN, ICAO-Code: FMEE) ist ein Verkehrsflughafen auf der französischen Insel Réunion vor der ostafrikanischen Küste im Indischen Ozean. Der Flughafen dient daneben den französischen Luftstreitkräften als Militärflugplatz, die die Basis als Détachement air 181 Réunion (DA 181) „Lieutenant Roland Garros“ bezeichnen.
Er ist der wichtigste Flughafen der Insel. Er befindet sich etwa 10 km östlich von Saint-Denis an der Nordspitze der Insel. Flughafenbetreiber ist die dortige Handelskammer (Chambre de commerce et d'industrie de la Réunion). Der Flughafen wurde nach dem französischen Luftfahrtpionier Roland Garros benannt, der 1888 in Saint-Denis geboren wurde.

## Flughafeninfrastruktur

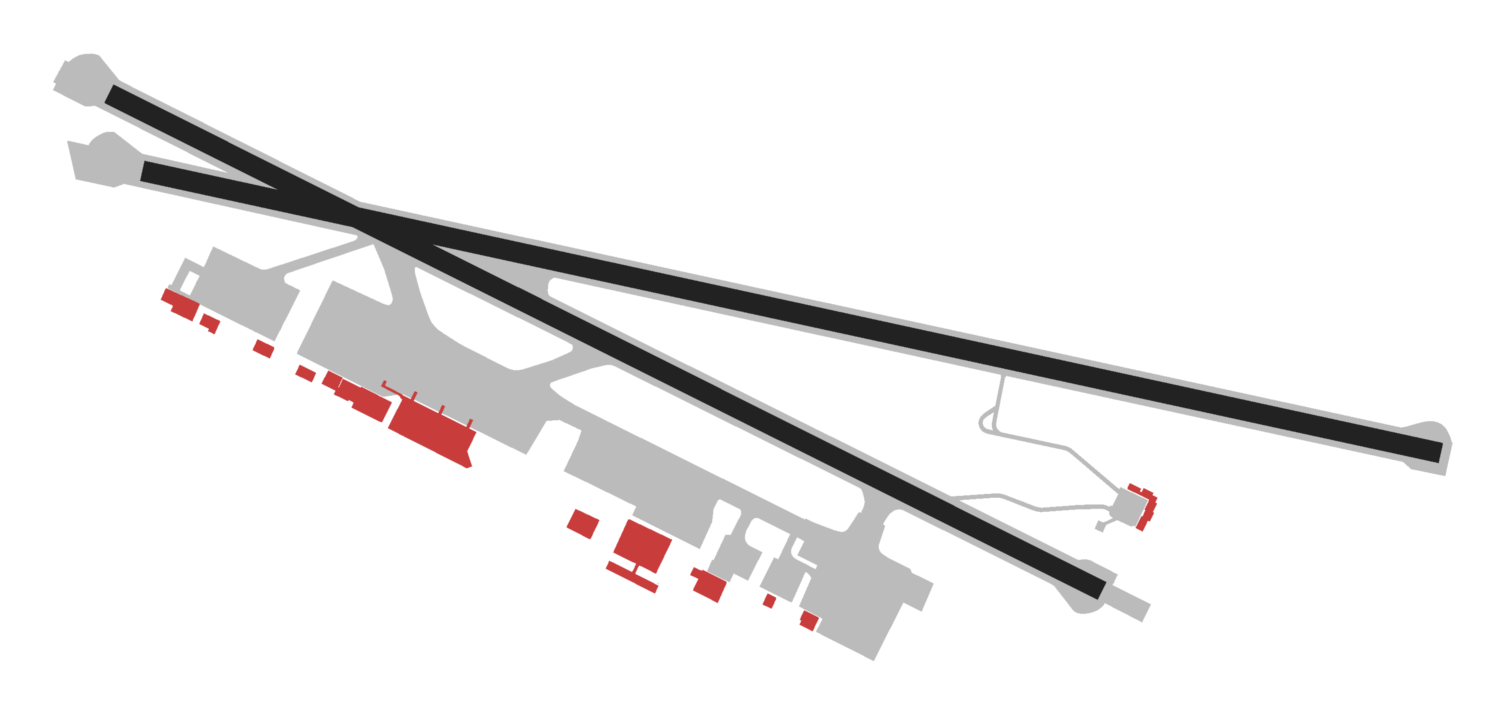
Flughafenlayout im Juli 2017

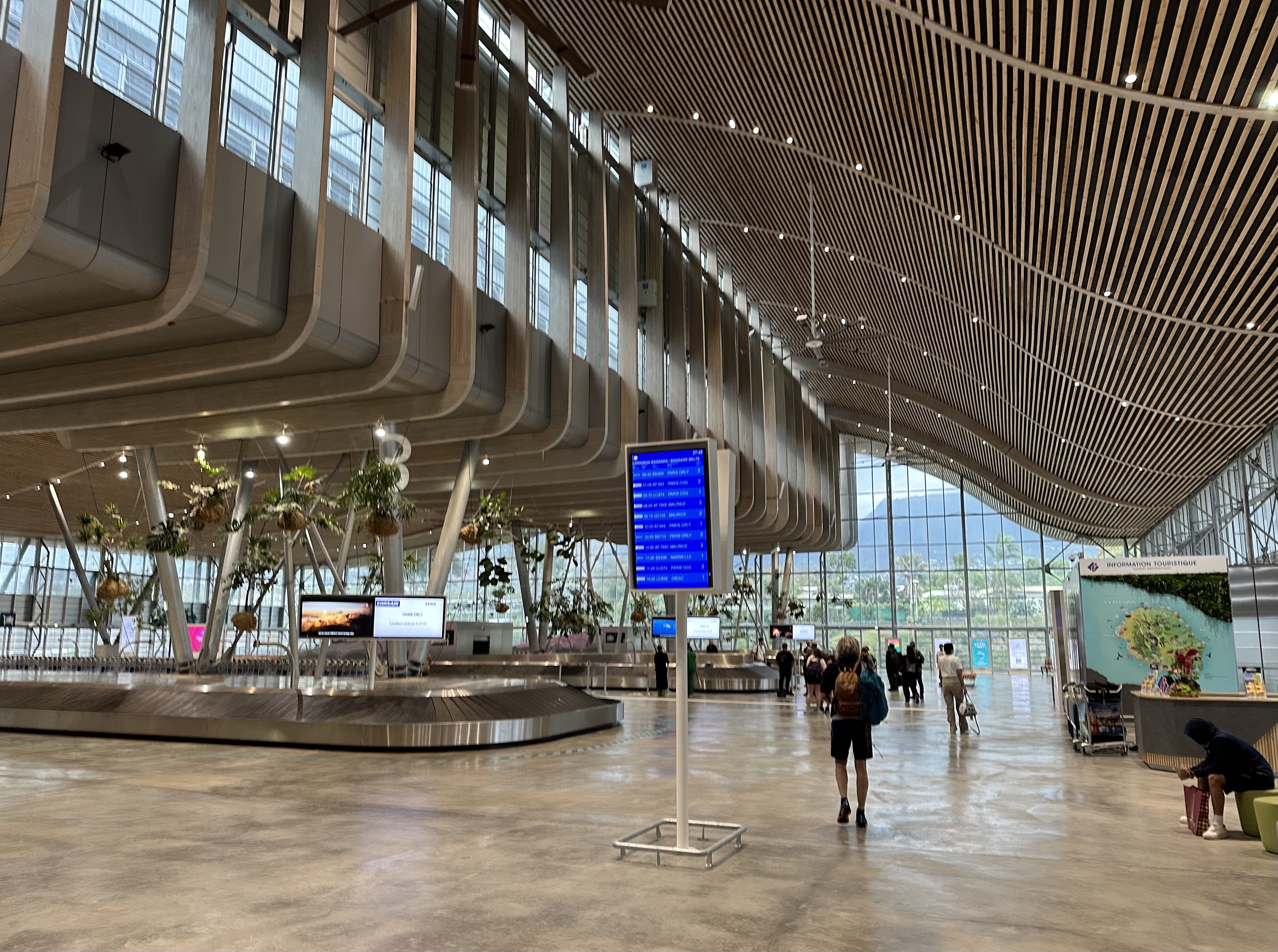
Terminal, 2024

Die Flughafeninfrastruktur besteht aus einem Tower, zwei asphaltierten Start- und Landebahnen und einem Terminal. Der Flughafen ist unter anderem für die Muster Airbus A340, Airbus A380, Boeing 747 und Boeing 777 ausgelegt. ILS wird nur für Bahn 14 angeboten.

## Militärische Nutzung
Die Basis beherbergt zurzeit (2015):
- ET 0/50 „Réunion“, eine Transportgruppe mit CN235-300 (seit Juni 2015) und AS355 (seit 1992)

Daneben gibt es einige nichtfliegende Verbände.

## Zivile Nutzung
Der Flughafen ist das Luftfahrt-Drehkreuz von Air Austral (Réunion).
Mit Stand 2024 ist der Flughafen im Linienverkehr mit Zielen in Südafrika sowie auf den afrikanischen Inseln des Indischen Ozeans verbunden. Zudem werden reguläre Flüge nach Mayotte und auf das französische Festland angeboten.

## Zwischenfälle
- Am 8. März 1968 (GMT) flog eine Douglas DC-6B der französischen Luftstreitkräfte (Armée de l’air) (Kennzeichen 43748) in einen Hügel. Die Piloten waren bei dem Nachtstart nicht dem vorgeschriebenen Abflugverfahren gefolgt. Von den 17 Insassen wurden 16 getötet.[4]